# Bretagne Classic Ouest-France 2017
Die 81. Bretagne Classic Ouest-France war ein französisches Straßenradrennen in der Bretagne. Das Eintagesrennen fand am Sonntag, den 27. August 2017, statt. Dieses Radrennen startete und endete in Plouay mit einer Länge von 241,71 km. Zudem gehörte das Radrennen zur UCI WorldTour 2017 und war dort das 31. von insgesamt 38 Rennen dieser Serie. eingestuft. Sieger wurde im Massensprint Elia Viviani aus Italien vom Team Sky.

## Teilnehmende Mannschaften
| WorldTeams (18)- AG2R La Mondiale - Cannondale-Drapac - FDJ - Astana - Lotto NL-Jumbo - BMC Racing Team - Bahrain-Merida - Bora-Hansgrohe - Dimension Data - Lotto-Soudal - Movistar Team - Quick-Step Floors - Orica-Scott - Katusha-Alpecin - Sky - UAE Team Emirates - Team Sunweb - Trek-Segafredo Professional Continental Teams (7)- Direct Énergie - Bardiani CSF - Fortuneo-Oscaro - Cofidis, Solutions Crédits - Wilier Triestina-Selle Italia - Wanty-Groupe Gobert - Delko Marseille Provence KTM |
| |

## Rennverlauf
Zunächst bestimmte eine 7er-Fluchtgruppe um Pierre Rolland (Frankreich/Cannondale Drapac) das Rennen. 100 Kilometer vor dem Ziel hatte die Gruppe einen fünfminütigen Vorsprung. 60 Kilometer vor dem Ziel attackierten Silvan Dillier (Schweiz/BMC), Paul Martens (Deutschland/LottoNL), Petr Vakoč (Tschechien/Quick Step), Dries Devenyns (Belgien/Quick Step) und Tao Geoghegan Hart (Großbritannien/Sky) aus dem Feld heraus.
50 Kilometer vor dem Ziel schlossen die fünf Fahrer zu den andren auf und hatten noch einen Vorsprung von etwa 40 Sekunden. Es dauerte bis 10 Kilometer vor dem Ziel bis alle Ausreißer aus der 12er-Gruppe eingeholt wurden, als letztes Dillier und Devenyns. Nachdem alle weiteren Angriffe scheiterten, u. a. vom Vorjahreszweiten Alberto Bettiol (Italien/Cannondale Drapac), kam es zum Sprint einer gut 60 Mann starken Gruppe. Diesen Sprint entschied Elia Viviani (Italien/Sky) vor Alexander Kristoff (Norwegen/Katusha Alpecin) für sich.

## Rennergebnis
| \| Gesamtwertung \| Gesamtwertung \| Gesamtwertung \| Gesamtwertung \| Gesamtwertung \| \| Fahrer \| Fahrer \| Land \| Team \| Zeit \| \| ------------- \| -------------------- \| ------------- \| -------------------------- \| --------------- \| \| 1. \| Elia Viviani \| Italien \| Team Sky \| 5 h 51 min 39 s \| \| 2. \| Alexander Kristoff \| Norwegen \| Katusha-Alpecin \| + 0 s \| \| 3. \| Sonny Colbrelli \| Italien \| Bahrain-Merida \| + 0 s \| \| 4. \| Sep Vanmarcke \| Belgien \| Cannondale-Drapac \| + 0 s \| \| 5. \| Michael Matthews \| Australien \| Team Sunweb \| + 0 s \| \| 6. \| Ruben Guerreiro \| Portugal \| Trek-Segafredo \| + 0 s \| \| 7. \| Edvald Boasson Hagen \| Norwegen \| Dimension Data \| + 0 s \| \| 8. \| Nacer Bouhanni \| Frankreich \| Cofidis, Solutions Crédits \| + 0 s \| \| 9. \| Simone Consonni \| Italien \| UAE Team Emirates \| + 0 s \| \| 10. \| Greg Van Avermaet \| Belgien \| BMC Racing Team \| + 0 s \| |                      |            |                            |                 |
| |                      |            |                            |                 |
| Quelle: ProCyclingStats |                      |            |                            |                 |
| Gesamtwertung |                      |            |                            |                 |
| Fahrer | Fahrer               | Land       | Team                       | Zeit            |
| 1. | Elia Viviani         | Italien    | Team Sky                   | 5 h 51 min 39 s |
| 2. | Alexander Kristoff   | Norwegen   | Katusha-Alpecin            | + 0 s           |
| 3. | Sonny Colbrelli      | Italien    | Bahrain-Merida             | + 0 s           |
| 4. | Sep Vanmarcke        | Belgien    | Cannondale-Drapac          | + 0 s           |
| 5. | Michael Matthews     | Australien | Team Sunweb                | + 0 s           |
| 6. | Ruben Guerreiro      | Portugal   | Trek-Segafredo             | + 0 s           |
| 7. | Edvald Boasson Hagen | Norwegen   | Dimension Data             | + 0 s           |
| 8. | Nacer Bouhanni       | Frankreich | Cofidis, Solutions Crédits | + 0 s           |
| 9. | Simone Consonni      | Italien    | UAE Team Emirates          | + 0 s           |
| 10. | Greg Van Avermaet    | Belgien    | BMC Racing Team            | + 0 s           |